# Eliot Spitzer
Pour les articles homonymes, voir Spitzer.
Eliot Laurence Spitzer, né le 10 juin 1959 à New York, est un avocat et homme politique américain, membre du Parti démocrate.

## Biographie
Eliot Spitzer est né dans le Bronx à New York, de parents juifs autrichiens.

### Études et carrière professionnelle
Diplômé de Princeton en 1981, il poursuit ses études à la faculté de droit de Harvard. C'est à cette époque qu'il rencontre et épouse Silda Wall avec qui il aura trois filles.
Une fois obtenu son diplôme en droit (Juris Doctor, J.D.), Spitzer travaille pour le juge Robert W. Sweet à Manhattan, avant d'entrer dans le cabinet juridique Paul, Weiss, Rifkind, Wharton & Garrison. Moins de deux ans plus tard, il rejoint les bureaux du procureur de Manhattan, alors Robert M. Morgenthau, au sein desquels il passe six ans à poursuivre le crime organisé avec succès. Enfin, de 1992 à 1998, Spitzer travaille pour le cabinet juridique Skadden, Arps, Slate, Meagher & Flom.

### Procureur général de l'État de New York
En 1994, il tente de se faire élire procureur général de l'État de New York mais est battu lors des primaires démocrates par Karen Burstein, elle-même battue ensuite par le républicain Dennis Vacco. En 1998, à sa seconde tentative, il est élu de justesse à cette fonction avec 48,2 % des voix contre 47,6 % au procureur général sortant, Dennis Vacco. En 2002, il est réélu avec 66 % des voix contre Dora Irizarry.
Son action comme procureur est appréciée et, combinée avec l'action du maire républicain de New York Rudolph Giuliani, la criminalité baisse. Surnommé le « shérif de Wall Street », il traîne alors en justice des responsables de réseaux de prostitution, ainsi que, pour corruption, des dirigeants de banques d'affaires ou de sociétés d'assurances. Il inflige notamment des amendes d'un montant total de 1,4 milliard de dollars à dix des plus importantes firmes de Wall Street, accusées d'avoir procuré des conseils boursiers tendancieux.
En 2006, soutenu notamment par deux anciens maires de New York, David Dinkins et Ed Koch et par l'homme d'affaires républicain Donald Trump, Eliot Spitzer est le candidat démocrate au poste de gouverneur. Le 7 novembre 2006, il est élu avec 69 % des voix contre 29 % au républicain John Faso et 1 % au libertarien John Clifton.

### Gouverneur de l'État de New York
Il entre en fonction le 1er janvier 2007 sur la promesse de procéder à des réformes « éthiques et humaines » durant son mandat. Il propose alors notamment, mais sans succès, une régularisation des immigrés sans-papiers et sa tentative de faire adopter une législation en faveur du mariage homosexuel se heurte à l'opposition du Sénat de l'État à majorité républicaine.
Opposant au plan Paulson, il critique également la politique de l'administration Bush concernant le « prêt prédateur » des banques, les rendant responsables de la crise des subprimes, opinion qu'il fait connaître dans une lettre ouverte, publiée le 14 février 2008 par le Washington Post.

#### Affaire Spitzer
Spitzer est artisan et bailleur de fonds pour Hillary Clinton lors de sa candidature à l'investiture démocrate pour l'élection présidentielle de 2008. C'est alors que le New York Times révèle, en mars 2008, son implication en tant que client d’un réseau de call girls haut de gamme démantelé par le FBI. C'est au côté de son épouse qu'il reconnaît les informations données par le quotidien new-yorkais au cours d'une conférence de presse alors que le chef de la minorité républicaine à la Chambre de l'État le menace, le lendemain, d'engager une procédure d'impeachment à son encontre. Selon le FBI et des sources proches de l'enquête, le gouverneur Spitzer aurait à six reprises rencontré des prostituées dans un hôtel de la ville et aurait dépensé près de 80 000 dollars pour ces services. Le scandale porte atteinte à son image comme le révèlent des sondages, selon lesquels 68 % des électeurs new-yorkais souhaitent alors sa démission.
Le 12 mars 2008, il annonce sa démission qui devient effective le 17 mars. Le même jour, le lieutenant-gouverneur David Paterson lui succède et devient le premier gouverneur afro-américain de l'État de New York et le premier gouverneur mal-voyant des États-Unis.

### Journalisme
À la fin de l'année 2008, Spitzer est recruté par le site d'informations Slate.
En 2010, la chaîne télévisée CNN l'embauche pour coanimer Parker Spitzer, une table ronde sur l'actualité politique, diffusée quotidiennement en première partie de soirée en compagnie de Kathleen Parker, journaliste et lauréate du prix Pulitzer 2010.